# Sequins
Sequins är namnet på tre EP-skivor som utgavs av sångerskan Róisín Murphy 2005.

## Låtförteckning

### Sequins 1
1. Ruby Blue
2. Off On It
3. Through Time
4. Night of the Dancing Flame

### Sequins 2
1. Sow Into You
2. Love in the Making
3. Dear Diary
4. Leaving the City

### Sequins 3
1. If We're in Love
2. Sinking Feeling
3. Ramalama (Bang Bang)
4. Closing of the Doors